# Kryal
Als Kryal wird in der Ökologie der Lebensraum Schnee und Gletscher bezeichnet.
Besiedelt wird hauptsächlich älterer Schnee und dies besonders in den Klimaregionen, in denen Schnee und Eis länger erhalten bleiben – den Polar- und Hochgebirgsregionen.

Die Bewohner des Kryal werden unterschieden in Kryoflora und Kryofauna.
Ein verwandter Begriff ist die Nivalität, die allgemein Lebensräume im ewigen Schnee kennzeichnet.

## Untergliederung

### Kryoflora
Die Kryoflora besteht zumeist aus einzelligen Algen, den sogenannten Schneealgen, wie z. B. verschiedenen Arten der Gattungen Chlamydomonas und Chloromonas. Erste Erwähnungen finden sich ab dem 17. Jahrhundert in Reisebeschreibungen, so zum Beispiel in der von Friederich Martens 1671 verfassten Beschreibung einer Schiffsreise nach Spitzbergen und nach Grönland und in den Voyages dans les Alpes von Horace-Bénédict de Saussure von 1786, einer Reise durch die europäischen Alpen. Wissenschaftlich näher wurde das Phänomen des Roten Schnees (oder auch „Blutschnees“) dann anhand von Proben aus der Baffin Bay (Kanada) untersucht, die während einer britischen Expedition auf der Suche nach einer Nordwestpassage gesammelt wurde.
Im Gegensatz zur damals und auch heute noch teilweise vorherrschenden Meinung, dass der Rote Schnee lediglich von einer Algenart mit dem Namen Chlamydomonas nivalis hervorgerufen wird, wies Kol in ihrer Monografie bereits auf die Vielfalt der Kryovegetation hin. Jüngere Studien und genetische Untersuchungen zeigen eine außerordentliche Artenvielfalt an Mikroalgen und anderen Organismen auf, die die ewigen Schnee- und Eisflächen der polaren und alpinen Regionen unserer Erde als Lebensraum besiedeln. Nach neueren Untersuchungen ist die häufigste, den Roten Schnee verursachende Alge nicht der Gattung Chlamydomonas zuzuordnen, sondern wird in eine eigene Gattung, Sanguina, gestellt. Zwei Arten aus dieser Gattung verursachen zum einen Roten Schnee (S. nivaloides) zum anderen orangefarbenen Schnee (S. aurantia).
In jüngster Zeit wird auch untersucht, ob sich die Anpassungsstrategien der Mikroorganismen an ein Leben bei 0 °C auch biotechnologisch für den Menschen nutzen lassen. Dazu gehört z. B. auch die rote Färbung der Algensporen, die durch verschiedene Carotinoide hervorgerufen wird und der Grund für den Begriff des Blutschnees ist. Diese Pflanzenfarbstoffe und auch andere Inhaltsstoffe lassen sich z. B. als Nahrungsergänzungsmittel mit antioxidativer Wirkung einsetzen, sowie – aufgrund ihrer präventiven Eigenschaften – in der Medizin für den Menschen. Kaltaktive Enzyme, die den Algen ein Leben bei 0 °C ermöglichen, könnten z. B. auch in der Lebensmittelprozessierung Verwendung finden.
Neben diesen mikroskopischen Pflanzen, sind aber auch Pilze und Bakterien bekannt, die das Kryal besiedeln. Zusammen mit der Kryofauna werden alle diese Organismen als Kryoseston bezeichnet.
Die Kryoflora ist abhängig vom pH-Wert des Schnees und vom Untergrundgestein.

### Kryofauna
Die Kryofauna besteht in erster Linie aus Insekten, wobei hier besonders Springschwänze (Schneeflöhe) und Schneemücken (Arten der Gattung Chionea, Familie Limoniidae), von Bedeutung sind.

## Bedeutung
Globale Bedeutung hat die Kryoflora, da sie zu einer Pigmentierung des Schnees führt. Dadurch kommt es zu einer Reduzierung der Albedo des Schnees und einer verstärkten Absorption der Sonnenstrahlung. Dadurch wird wiederum die Schneeschmelze intensiviert.